# Alfred Rasser

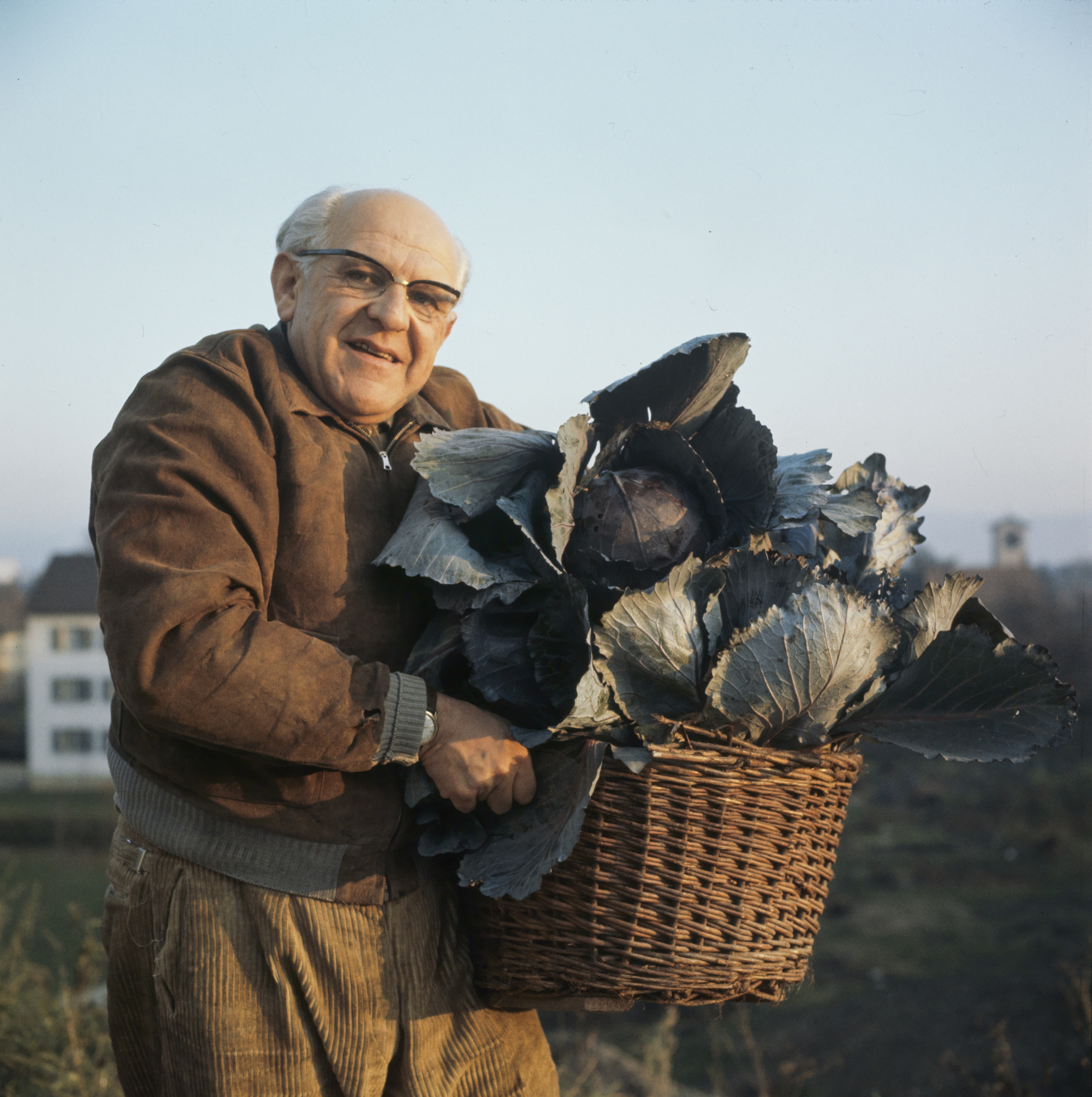
Alfred Rasser, ca. 1964

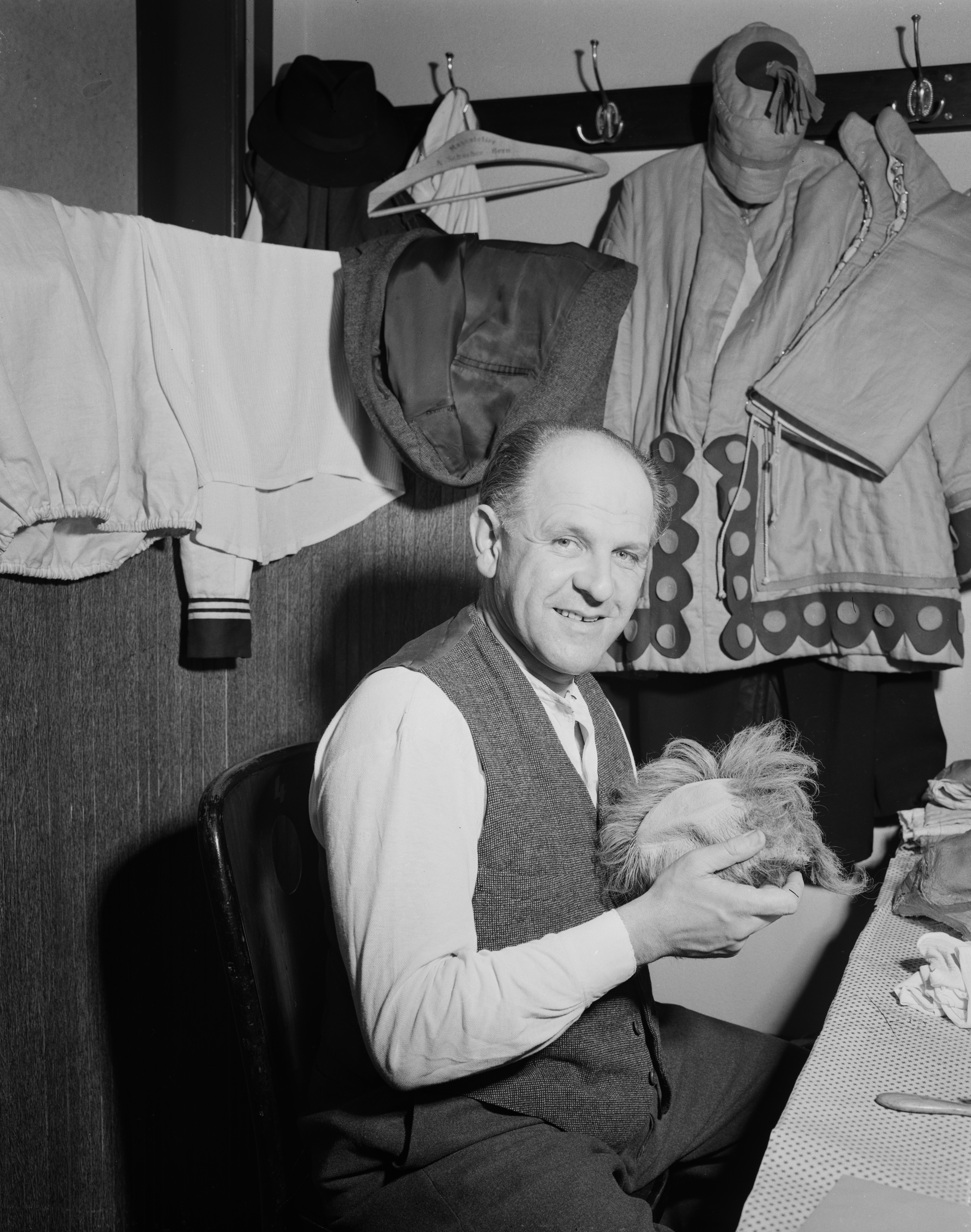
Alfred Rasser, ca. 1950-1960

Alfred Rasser (Basilea, Suiza, 29 de mayo de 1907-Basilea, 18 de agosto de 1977) fue un artista de cabaret y actor teatral y cinematográfico de nacionalidad suiza. Junto a Heinrich Gretler, Max Haufler, Emil Hegetschweiler y Ruedi Walter, fue uno de los cinco actores suizos más populares de su época. Destacó por su interpretación en HD-Soldat Läppli. 

## Biografía
Nacido en Basilea, tenía tres hermanos, y su padre, albañil, falleció cuando él tenía once años de edad. Tras finalizar la escuela, hizo en Basilea un aprendizaje como transportista entre 1922 y 1925.
En 1928 trabajó en el Internationaler Hilfsdienst Liechtenstein y finalmente asistió a la escuela de teatro de Oskar Wälterlin en el Conservatorio de Basilea, donde encontró su vocación. A fin de financiar su formación, trabajó durante tres años como contable. En 1930 dejó la escuela teatral y fundó un grupo propio, y en 1934 llegó su primer gran éxito con la obra John D: erobert die Welt, de Friedrich Wolf. En la pieza de cabaret Resslirytti, de Naum Mitnik, interpretó por vez primera a Theophil Läppli, una versión suiza de El buen soldado Švejk, de Jaroslav Hašek, deleitando con su interpretación al público y a la crítica. 
En 1935 formó parte del Cabaret Cornichon, en el que trabajó cinco años. En 1943 abrió un local propio, el Kabarett Kaktus, que existió hasta 1951. En 1954, en la época de la Guerra Fría, invitó a políticos y a otros artistas a viajar a la república Popular China. Eso le valió represalias, cerrándose para él las oportunidades de trabajar en el teatro con asiduidad. La industria del cine fue su salvación y la que finalmente le consiguió la rehabilitación: en 1954, y gracias al enorme éxito de su Theophil Läppli, rodó Läppli am Zoll, film al que siguieron HD-Soldat Läppli (1959) y Demokrat Läppli (1961). 
Rasser tuvo una vida políticamente activa, y desde 1967 a 1975 fue elegido para formar parte del Consejo Nacional de Suiza en representación de la Alianza de los Independientes.
Alfred Rasser falleció en Basilea, Suiza, en 1977. En 1932 se había casado con Adele Schnell, con la que tuvo un hijo, el actor Roland Rasser. El matrimonio duró hasta 1945, casándose después con Ninette Rossellat, con la que tuvo tres hijos. Su hija Caroline es también actriz.

## Selección de su filmografía
- 1928: Das Freidorf
- 1935: Wie sollen die schweizerischen Filmlieblinge aussehen?
- 1936: S’Vreneli am Thunersee
- 1937: Was isch denn i mym Harem los?
- 1937: Der Glückstreffer im Autopolster
- 1938: Hans im Glück
- 1938: Füsilier Wipf
- 1940: Fräulein Huser
- 1940: Die missbrauchten Liebesbriefe
- 1941: Emil, me mues halt rede mitenand!
- 1942: Das Gespensterhaus
- 1942: De Wyberfind
- 1951: Die Tat der Anderen
- 1952: Palace Hotel
- 1952: Der fröhliche Weinberg
- 1954: Uli der Knecht
- 1954: Läppli am Zoll
- 1954: Frühlingslied
- 1955: Uli der Pächter
- 1956: S'Waisechind vo Engelberg
- 1957: Der 10. Mai
- 1958: Kinder der Berge
- 1959: HD-Soldat Läppli
- 1960: Wilhelm Tell
- 1961: Demokrat Läppli
- 1965: De Zauberbuur
- 1970: Immer die verflixten Weiber
- 1970: Keine Angst Liebling, ich pass schon auf
- 1976: Die plötzliche Einsamkeit des Konrad Steiner

## Tras la cámara
- 1940: Der achti Schwyzer – Guion
- 1942: De Wyberfind – Guion, dirección, montaje
- 1954: Läppli am Zoll – Guion, dirección
- 1960: HD-Soldat Läppli – Guion, producción, dirección
- 1961: Demokrat Läppli – Guion, dirección